# Апусени (планине)
Апусени (рум. Munţii Apuseni, мађ. Erdélyi-középhegység) је планински венац у западном делу Румуније. Апусенске планине припадају планинском венцу Карпата. Највиши врх планине је Велика Куркубита (1.849 m) на планини Бихор.
Апусенске планине су посебно познате по великом броју пећина — данас је утврђено преко 400 њих.

## Природни услови
Апусенске планине припадају планинском венцу Карпата, али су од остатка ланца одвојене великим долинама река Самош на северу и Мориш на југу. Источно је смештена пространа Средњотрансилванска котлина. Западно се налази Панонска низија. Тако, Апусенске планине раздвајају неколико историјских покрајина Румуније, Трансилванију на истоку од Кришане на западу и Марамуреша на северу. 
Највиши врх планине је Велика Куркубита (1.849 m) на планини Бихор, у средишњем делу венца.

## Подела
Апусенске планине нису јединствене вез се састоје из неколико скупина са пар планина, између којих се пружају дубоке долине река. Дате скупине су:
- Карашке планине,
- Месешке планине,
- Бихор, најважнији и најпознатији део Апусена
- Зарандске планине.

## Збирка слика
- Апусенске планине у оквиру Румуније
- Планине и скупине планина у оквиру ланца
- Предео на Апусенима
- Једна од бројних пећина - Скеришоара